# 1601
Évszázadok: 16. század – 17. század – 18. század
Évtizedek: 1550-es évek – 1560-as évek – 1570-es évek – 1580-as évek – 1590-es évek – 1600-as évek – 1610-es évek – 1620-as évek – 1630-as évek – 1640-es évek – 1650-es évek
Évek: 1596 – 1597 – 1598 – 1599 –  1600 – 1601 – 1602 – 1603 – 1604 – 1605 – 1606

## Események
- február 17. – IV. Henrik francia király és I. Károly Emánuel savoyai herceg megköti a lyoni békeszerződést, amelyben Savoya átengedi Franciaországnak Franciaországnak Bugey, Valromey és Gex tartományokat.[1]
- február 25. – A felségárulás vádjával perbe fogott Robert Devereux-t(wd), Essex grófját Londonban kivégzik.[2]
- április 3. – A kolozsvári országgyűlés újból Báthory Zsigmondot választja fejedelemmé.[3]
- június 23. – A kokkenhauseni csata: a lengyelek legyőzik a Livóniára rátört svéd sereget.
- szeptember 19. – A Mercœur hercege által vezetett szövetséges keresztény haderő általános támadást indít a török kézen lévő Székesfehérvár ellen.[4]
- augusztus 3. – A goroszlói csatában a Habsburg Birodalom hadserege Giorgio Basta parancsnoksága alatt legyőzi Báthory Zsigmond erdélyi fejedelem seregét.[5]
- szeptember 20. – A szövetségesek kezére kerül Székesfehérvár.[4] (A város bevétele után felrobban a magyar királyok koronázó és temetkezési helye, a lőporraktárként hasznosított  Szűz Mária-székesegyház. Mindezek ellenére a várost 1602 augusztusában – háromheti ostrom után – a törökök visszafoglalják.)[6]
- október 10–15. – A Fehérvár körüli csatákban a keresztények vereséget mérnek Székesfehérvár visszaszerzésére felvonuló török hadakra.[7]
- december 24. – Kinsale ostrománál(wd) a Hugh O’Neill, Tyrone grófja(wd) vezette ír felkelő csapatok vereséget szenvednek a Lord Mountjoy vezette angol erőktől. (A háború még 15 hónapig elhúzódott, míg végül O’Neill megadta magát Mountjoynak Mellifontban, 1603-ban.)[2]

## Születések
- január 8. – Baltasar Gracián spanyol barokk prózaíró († 1658)
- március 19. – Alonso Cano, spanyol építész, szobrász († 1667)
- augusztus 17. – Pierre de Fermat francia matematikus († 1665)
- szeptember 13. – Ifj. Jan Brueghel flamand tájkép-, virág- és állatfestő († 1678)
- szeptember 22. – Ausztriai Anna francia királyné (1615–1643), majd Franciaország régense (1643–1651) († 1666)
- szeptember 27. – XIII. Lajos francia király (1610–1643) († 1643)

## Halálozások
- február 25. – Robert Devereux, Essex 2. grófja, I. Erzsébet angol királynő egykori kegyence (* 1567)
- október 24. – Tycho Brahe dán csillagász (* 1546)